# 김포 도시철도
김포 도시철도(金浦 都市鐵道) 혹은 김포 골드라인(Gimpo Goldline, 약칭 김골라)은 경기도 김포시 양촌읍 유현리의 양촌역에서 서울특별시 강서구 방화동의 김포공항역을 잇는 도시 철도 노선이다. 당초 2018년 11월에 개통할 예정이었으나, 인력 보강 등 안전성 확보 문제로 8개월간의 시운전 기간을 거친 후 2019년 7월 27일로 연기하여 개통할 예정이었다. 하지만 2019년 4월~5월 최고속력으로 주행시 열차 떨림 현상으로 인해 또 다시 연기되어, 최종적으로 2019년 9월 28일에 개통했다. 노선 안내도 등에 사용되는 노선색은 ●금색이다.  통행방향은 어디서든 우측통행이다.

## 개요
- 노선 명칭: 김포 도시철도
- 노선 성격: 양촌 ~ 김포공항 구간 지하화, 국내 최초로 지방 자치 단체 예산으로 경전철 건설
- 차량 시스템: 현대로템 제작 철제차륜 AGT 경전철(2량 1편성) / 총 23편성 도입
- 사업 비용: 총 1조 5,086억 원 - 한국토지주택공사(LH)가 1조 2,000억 원, 김포시가 3,086억 원 분담
- 사업 상황: 완료
- 사업 성격: 신설 노선
- 영업 기관: 김포골드라인SRS (현대자동차그룹의 자회사)
- 건설 관리: 국가철도공단, 서울교통공사가 65:35의 비율로 관리
- 사업 구간: 양촌 ~ 김포공항
- 영업 구간: 23.6km
- 착공일: 2014년 3월 26일
- 개통일: 2019년 9월 28일

## 연혁
- 2009년 7월 10일: 도시 철도 건설 기본 계획을 국토해양부에서 승인[1]
- 2010년 1월 12일: 명칭을 '김포한강 메트로'로 확정[2]
- 2010년 7월 1일: 경전철 사업단 파기
- 2010년 7월 28일: 지하철 사업단 출범[3] 및 서울 지하철 9호선 연장 요구[4]
- 2011년 8월: 김포시, 환승안으로 변경 확정
- 2014년 3월 26일: 기공식
- 2016년 6월 20일: 전 구간 역명 확정[5]
- 2016년 6월 30일: 위탁 운영사를 서울특별시 도시철도공사(現 서울교통공사)로 선정[6]
- 2018년 4월 18일: 풍무역의 역명을 풍무사우역으로 변경[7]
- 2018년 4월 19일 : 풍무사우역의 역명을 풍무역으로 환원[8]
- 2018년 8월 3일: 김포시청역의 역명을 사우(김포시청)역으로 변경[9]
- 2019년 3월 11일~5월 9일: 종합시운전, 시설물검증
- 2019년 5월 10일~6월 23일: 영업시운전
- 2019년 6월 24일~9월 27일: 시설물보완작업, 서류작업
- 2019년 9월 28일: 전 구간 개통
- 2023년 7월 1일: 김포공항역 수도권 전철 서해선 환승 개통

## 운영
상행은 구래행:양촌행이 각각 2:1 비율로 편성되어 운행하고, 하행은 전 편성 김포공항행으로 운행한다. 또한 무인운전 시스템이 탑재되어 기관실 없이 운행되지만 그 내부에는 조종 장치가 탑재되어 있고 맨 앞칸, 맨 뒷칸에 승무원이 탑승해 운행한다. 또한 승무원은 기관사 면허를 가지고 있기 때문에 비상시 해당 열차를 수동으로 조종할 수 있다.(점검도 수시로 한다.) 더 자세한 내용은 추가바람.
김포골드라인운영 1000호대 전동차는 2량 1편성인데, 이 때문에 평일 아침 RH에는 혼잡도가 매우 극심하다.

## 차량
- 김포골드라인운영 1000호대 전동차

## 역 목록
| 역 번호 | 역명               | 로마자 역명                   | 한자 역명      | 환승                                                                            | 역간 거리 | 영업 거리 | 소재지     | 소재지 | 비고 |
| ------- | ------------------ | ----------------------------- | -------------- | ------------------------------------------------------------------------------- | --------- | --------- | ---------- | ------ | ---- |
| G100    | 양촌               | Yangchon                      | 陽村           |                                                                                 | 0.0       | 0.0       | 경기도     | 김포시 |      |
| G101    | 구래(리멤버피부과) | Gurae(Remember Skin Clinic)   | 九來           |                                                                                 | 1.4       | 1.4       | 경기도     | 김포시 |      |
| G102    | 마산(김포 FC)      | Masan(Gimpo FC)               | 麻山           |                                                                                 | 1.6       | 3.0       | 경기도     | 김포시 |      |
| G103    | 장기               | Janggi                        | 場基           |                                                                                 | 2.6       | 5.6       | 경기도     | 김포시 |      |
| G104    | 운양               | Unyang                        | 雲陽           |                                                                                 | 1.7       | 7.3       | 경기도     | 김포시 |      |
| G105    | 걸포북변           | Geolpo Bukbyeon               | 傑浦北邊       |                                                                                 | 3.4       | 10.7      | 경기도     | 김포시 |      |
| G106    | 사우(김포시청)     | Sau(Gimpo City Hall)          | 沙隅(金浦市廳) |                                                                                 | 1.8       | 12.5      | 경기도     | 김포시 |      |
| G107    | 풍무(연세하나병원) | Pungmu(Yeonsei Hana Hospital) | 豊舞           |                                                                                 | 1.6       | 14.1      | 경기도     | 김포시 |      |
| G108    | 고촌               | Gochon                        | 高村           |                                                                                 | 3.6       | 17.7      | 경기도     | 김포시 |      |
| G109    | 김포공항           | Gimpo Int'l Airport           | 金浦空港       | ● 수도권 전철 5호선 ● 서울 지하철 9호선 ● 인천국제공항철도 ● 수도권 전철 서해선 | 5.9       | 23.6      | 서울특별시 | 강서구 |      |

- 차량 기지: 김포한강차량사업소

## 논란
김포 도시철도를 고가 경전철로 건설하는 것에 대하여 김포시와 김포 시민 사이에서 논란이 발생하였다. 일부 시민들은 경전철의 수용 능력이 김포 시내의 교통 수요를 감당할 수 있는지에 대한 의구심과 고가 방식으로 건설되는 것 때문에 반대하였었다. 시민들은 김포시의 현재 인구 규모와 시민의 거의 대부분이 서울로 통근하는 점을 미루어 볼 때, 다른 수도권 전철과 동일한 표준궤의 중전철이 필요하다고 주장하였다.

### 중전철 건설 논란
당초에는 민선 3기 김동식 전 김포시장에 의하여 서울 지하철 5호선 연장 사업으로 추진될 예정이었으나, 서울특별시 도시철도공사(現 서울교통공사)가 양촌읍에 차량기지 건설을 요구하여 무산되었다.
이후 고가 경전철 사업으로 추진되다가 제4회 지방선거에서 민선 4기 강경구 전 김포시장이 당선되면서 중전철 사업으로 계획이 변경되었고, 예산 문제로 인해 다시 고가 경전철 사업으로 환원하여 착공하려 했다.
그러던 중, 제5회 전국동시지방선거에서 서울 지하철 9호선 연장을 공약으로 내걸었던 민선 5기 유영록 김포시장이 당선되면서 중전철로 다시 계획이 변경되는데, 협상 과정 중 서울특별시가 김포시에 추후 열차 증결 계획을 들어 8량 기준 역사로 건설해야 한다고 주장하였고, 그 결과 한 역당 100억이 넘는 추가 금액이 발생하는 것으로 예상되어 사실상 불가능한 사업이 되었다.
이에 김포시는 당초 4량을 기준으로 한 기존 서울 지하철의 연장 사업이 아닌 별도의 중전철 노선으로 계획을 축소하여 추진하다가, 재원 확보 문제에 기인하여 다시 지하 경전철 사업으로 결정하였다. 2014년 3월 26일에 착공하였다.

### 역 신설
한강신도시 주민과 양촌읍 유현리 주민이 차량기지의 도착검사대를 역사로 활용해 역 신설을 요구하였다. 이에 따라 30억 원을 투입해 플랫폼, 개찰구, 주차장을 건설했다. 이로써 구래역 ~ 김포공항역 간 9개 역 외 양촌역이 신설되었다. 다만 평일 아침 RH에는 모두 구래역 시종착으로 운행한다.

## 사건·사고
2023년 4월 11일 오전 7시 40분 김포공항역 승강장에서 한 여고생이 어지럼증과 호흡곤란을 호소하며 쓰러졌으며, 20분 뒤인 오전 8시에도 같은 장소에서 30대 여성이 같은 증세를 보이며 쓰러졌다.

## 비판
유영록 시장(민선 5·6기)이 일방적으로 계획을 변경하여 논란이 발생하였다. 그가 주장했던 기존 서울 지하철 9호선 연장의 경우 개화역 앞에 인천국제공항고속도로가 있어 사실상 거의 연장이 어려운 상태이다. 하지만 유영록 시장은 후보 당시 개화역에서 바로 연장이 가능하다고 주장했었고, 위와 같은 이유로 인해 김포공항역에서 직결을 추진하기로 변경했던 적이 있었다.